# Aéroport de Linz
L'aéroport de Linz (en allemand : Flughafen Linz) (code IATA : LNZ • code OACI : LOWL) est l'aéroport desservant la ville de Linz.

## Situation
| \| 20 km1:1 859 000 \| Graz Innsbruck Klagenfurt Linz Salzbourg Vienne-Schwechat |
| 20 km1:1 859 000                                                                 |

### Accès
Les premières années 
Le trafic aérien avait lieu au Südbahnhofmarkt au centre de Linz, où le zeppelin Estaric, j'ai décollé le 30 octobre 1909. En 1925, le trafic aérien a été établi entre Linz et Vienne . À partir de 1934, l'opération de trafic aérien était basée dans le district de Linz-Katzenau (aujourd'hui centre industriel), qui a été résilié par le NSDAP après 1938. L'aéroport a ensuite été transféré à Hörsching .
Le tableau suivant montre certaines des unités de la Luftwaffe (force aérienne en Allemagne nazie ), qui ont été déployées de 1943 à 1945. 
| De            | À             | UnitUnit                   |
| ------------- | ------------- | -------------------------- |
| Octobre 1943  | Décembre 1943 | I./KG 51 (Bomber Wing 51)  |
| Novembre 1943 | Mars 1944     | III./KG 76                 |
| Octobre 1944  | Avril 1944    | II./KG(J) 27               |
| Avril 1945    | Avril 1945    | II./KG 51                  |
| Avril 1945    | Mai 1945      | I./JG 52 (Fighter Wing 52) |

Depuis 1956, le trafic aérien régulier des passagers a lieu. Depuis 1966, les vols quotidiens vers l'aéroport de Francfort sont disponibles.
Développement depuis les années 1970 
En 1972, un terminal de passagers a été construit, qui a été officiellement ouvert en 1976. Depuis 1985, la trajectoire de vol est équipée d'un système d'atterrissage aux instruments , catégorie IIIb. Au cours des années 1998 à 2003, le terminal passager a été ajusté et agrandi. En 2005, un nouveau système d'atterrissage aux instruments (ILS) a été mis en service à la piste 08/26.
Jusqu'en 1989, le jet supersonique Concorde a atterri plusieurs fois à l'aéroport. Depuis les années 1990, certains vols de fret ont été expédiés par le transporteur à grande capacité Antonov An-124 Ruslan . En 2003, le plus gros cargo Antonov An-225 a atterri en Autriche. Le 2 juin 2010, un Lufthansa Airbus A380-800 a atterri à l'aéroport de Linz venant de Vienne et a quitté Munich.
Linz a été le deuxième aéroport le plus important d'Autriche depuis 1978, bien que les opérations de fret soient principalement effectuées par des camions. Amerer Air opérait depuis l'aéroport de Linz de 1995 à 2009 et était la seule société de fret en Autriche. [4] En juin 1994, le terminal de fret 1 a été fini. En octobre 2013, le terminal de fret 5 a été mis en service. 6 millions d'euros ont été investis dans le nouveau terminal de fret.  Avec plus de 100 entreprises, l'aéroport de Linz est le plus grand parc d'entreprises de Haute-Autriche. La Flughafen GmbH emploie environ 160 personnes.
Selon le nombre de passagers, l'aéroport de Linz est le cinquième plus grand aéroport d'Autriche après Vienne, Salzbourg, Innsbruck et Graz. L'aéroport est une propriété partagée. 50% appartiennent à l'état général de la Haute-Autriche et 50% appartiennent à la ville de Linz . 
En février 2015, Austrian Airlines a annoncé de réduire sa route domestique entre Linz et la capitale de Vienne de six à deux vols quotidiens, car la plupart des voyageurs devraient utiliser le nouveau lien ferroviaire entre les deux villes. [7] Depuis l'inauguration des nouveaux services ferroviaires en décembre 2014, le trajet direct de la gare centrale de Linz vers l'aéroport international de Vienne ne prend que 1:47 sans changement de trains. [8] En septembre 2016, les compagnies aériennes d'Autriche réduisent leur route de Linz-Vienne à un seul vol quotidien par direction indiquant des numéros de passagers extrêmement pauvres. La plupart des voyageurs entre les deux villes utilisent maintenant le lien ferroviaire précité car près d'un Railjet par heure part de Linz pour Vienne sur lequel Austrian Airlines vend également des billets AirRail .
En raison des crises géopolitiques et des attaques terroristes dans les destinations de vacances, la demande de forfaits a diminué dans toute l'Europe. L'aéroport bleu du Danube a noté une baisse des destinations d'Égypte et de Turquie. En coopération avec ARGE "Flieg from Linz", Ibiza et Burgas ont donc été inclus dans le programme estival 2016 et Tenerife dans le programme hivernal. 
En janvier 2017, on a annoncé que Niki cesserait toutes les opérations à destination et en provenance de Linz à court préavis en raison de mesures de restructuration. Cette annonce a été faite après le calendrier 2017 déjà mis à disposition pour la réservation.

## Description
L'école de pilotage AeronautX Luftfahrtschule, partenaire de la compagnie Niki, est implantée sur l'aéroport.

## Statistiques
Pour des raisons techniques, il est temporairement impossible d'afficher le graphique qui aurait dû être présenté ici.

Voir la requête brute et les sources sur Wikidata.

## Compagnies aériennes et destinations
| Compagnies           | Destinations                                                                         |
| -------------------- | ------------------------------------------------------------------------------------ |
| Air Dolomiti         | Francfort                                                                            |
| Avanti Air           | En saison charter: Céphalonie                                                        |
| Corendon Airlines    | En saison: Antalya, Héraklion-N. Kazantzákis, Hurghada                               |
| Croatia Airlines     | En saison charter: Brač                                                              |
| European Air charter | En saison charter: Bourgas, Héraklion-N. Kazantzákis, Hurghada, Kos, Rhodes-Diagoras |
| Eurowings            | En saison: Palma de Majorque                                                         |
| FlyEgypt             | En saison charter: Hurghada                                                          |
| Mavi Gök Airlines    | En saison charter: Antalya                                                           |

Édité le 06/06/2019  Actualisé le 31/01/2023